# Влайен, Андре
Андре Влайен (нидерл. André Vlayen;  17 марта 1931, коммуна Херселт, провинция Антверпен, Бельгия — 20 февраля 2017,  коммуна Херселт, провинция Антверпен, Бельгия ) — бельгийский профессиональный шоссейный велогонщик. Двукратный чемпион Бельгии по шоссейному велоспорту в групповой гонке (1956, 1957).

## Карьера
Профессиональный велогонщик в 1953-1962 годах.
Лучшие достижения приходятся на 1956-1957 годы, когда Влайен дважды стал чемпионом Бельгии, выиграл этап на Гранд-туре Джиро д’Италия  (1957) и 
многодневную велогонку Тур Бельгии. 
Скончался 20 февраля 2017 года в возрасте 85 лет во время поездки на велосипеде.

## Достижения
1954
1-й Tour de l'Ouest
9-й Омлоп Хет Ниувсблад
1955
3-й Омлоп Хет Ниувсблад
3-й Trois Jours d'Anvers — Генеральная классификация
1956
1-й  Чемпион Бельгии — Групповая гонка
1-й  Тур Бельгии — Генеральная классификация
1-й — Этап 1
1-й Week-end ardennais 
3-й Флеш Валонь
3-й Натионале Слёйтингспрейс
4-й Вызов Дегранж-Коломбо
4-й Льеж — Бастонь — Льеж
7-й Тур Фландрии
8-й Париж — Рубе
1957
1-й  Чемпион Бельгии — Групповая гонка
1-й — Этап 4 Джиро д’Италия
4-й Джиро ди Ломбардия
9-й Тур Романдии
1958
1-й Дварс дор Фландерен 
1-й Хейстсе Пейл 
1-й Trois Jours d'Anvers — Генеральная классификация
5-й Париж — Тур
7-й Тур Бельгии — Генеральная классификация
9-й Льеж — Бастонь — Льеж
1959
7-й Льеж — Бастонь — Льеж
7-й Париж — Тур
1961
10-й Тур Бельгии — Генеральная классификация

## Статистика выступлений

### Гранд-туры
| Гранд-тур                 | 1956 | 1957 | 1958 | 1959 | 1960 |
| ------------------------- | ---- | ---- | ---- | ---- | ---- |
| Джиро д’Италия            | —    | 51   | —    | —    | НФ   |
| Тур де Франс              | НФ   | —    | НФ   | —    | —    |
| (c 2010 ) Вуэльта Испании | —    | —    | —    | —    | —    |

| —  | Не участвовал  |
| НФ | Не финишировал |